# Steenbolk
De steenbolk of steenwijting (Trisopterus luscus) is een vis uit de orde van de kabeljauwachtigen. De volwassen vis is gemiddeld 30 cm en kan 47 cm lang worden. 

## Uiterlijk
De steenbolk is qua uiterlijk te vergelijken met een kabeljauw, maar heeft als onderscheidend kenmerk een korter en hoger lichaam vanaf de zijkant gezien. De rug is koperbruin met een goudachtige lichtgevende schijn en de kleur verloopt naar lichter rossig bruin op de zijkanten. Verticaal over het hele lichaam bevinden zich donkerder strepen. Bij het begin van de borstvin zit een kleine, maar duidelijke zwarte vlek. Op de onderlip zit een baarddraad. De eerste rugvin is vrij klein, met 11-15 vinstralen (kabeljauw 14-16), de tweede rugvin heeft 20-28 vinstralen en de derde rugvin 15-22. De eerste aarsvin is vrij lang, 25-36 vinstralen (bij kabeljauw 19-23), de tweede heeft 17-22 vinstralen.

## Leefgewoonten
De steenbolk is een schoolvis die als volwassen vis in groepen op een matige diepte zwemt in open water in de Noordzee. In zijn jeugd is de soort vooral te vinden in kleinere groepen of solitair in ondiepere wateren zoals in Nederland in de Zeeuwse wateren maar ook aan de monding van rivieren in Engeland. Trends in het voorkomen van de steenbolk worden sinds 1994 door de stichting ANEMOON met behulp van waarnemingen door sportduikers in de Oosterschelde en het Grevelingenmeer bijgehouden. 

## Voeding
De steenbolk eet kleine visjes en een grote variatie aan schelpdieren en kreeftjes. Grotere exemplaren eten ook kleinere soortgenoten (kannibalisme). In de jeugd helpt de baarddraad met het navigeren op de rotsbodem op zoek naar prooidieren, zoals garnalen.

## Voortplanting
De paaitijd is van maart tot en met april. De eitjes worden afgezet in een schuimnest aan de oppervlakte van het water en daar bevrucht. Na gemiddeld elf dagen komen de eitjes uit waarna de jonge vissen zeer snel groeien totdat ze geslachtsrijp zijn en naar dieper open water trekken. Een steenbolk kan een leeftijd van vier jaar bereiken.

## Relatie tot de mens
Het belang voor de beroepsvisserij van de steenbolk is altijd gering geweest omdat het zachte visvlees snel bederft. De steenbolk (steenwijting) is wel gewild bij zeehengelaars en de vis wordt dan vaak verwerkt tot een lekkerbekje.